# Dasepalli, Mulbagal
Dasepalli là một làng thuộc tehsil Mulbagal, huyện Kolar, bang Karnataka, Ấn Độ.